# Tasman River
Der Tasman River ist ein alpiner verflochtener Fluss in der Region Canterbury auf der Südinsel Neuseelands.
Die Quelle des Flusses liegt im Mount-Cook-Nationalpark und ist der Abfluss des Tasman-Gletschers und des Murchison-Gletschers. Über einen kurzen Zufluss entwässern auch der  Hooker-Gletscher und der Mueller-Gletscher in den Fluss.
Er fließt aus den Südalpen etwa 25 km nach Süden, um dann in das Ende des Lake Pukaki zu münden. Damit bildet der Tasman River einen Teil des Einzugsgebietes des Wasserkraftprojektes Waitaki Hydroelectic Scheme.